# Ла-Лешер (Савойя)
Ла-Лешер (фр. La Léchère) французское произношение: [la leʃɛʁ]) — коммуна кантона Мутье департамента Савойя в регионе Овернь — Рона — Альпы Франции.
Расположен на юго-востоке Франции, в долине реки Изер, между Альбервилем и Мутье. Образован постановлением префектуры 30 июня 1972 года слиянием бывших коммун Нотр-Дам-де-Бриансон, Селье, Дуси, Неф, Пти-Кер и Пюси.
Площадь 102,86 км²,	население 1872 человек (2012 год), средняя плотность населения	18,2 чел./км².